# Kuhmo
Kuhmo (do 1937 Kuhmoniemi) – miasto i gmina w Finlandii, w regionie Kainuu. W 2023 r. zamieszkiwane przez 7585 osób z gęstością zaludnienia 1,58 os/km². Powierzchnia wynosi 5 456,88 km², z czego 649,99 km² stanowi woda. Gmina graniczy z Rosją na odcinku o długości 120 km.
Znane z Festiwalu Muzyki Kameralnej (Kuhmon Kamarimusiikki), odbywającego się od 1970 roku.

## Sąsiadujące gminy
- Hyrynsalmi
- Lieksa
- Nurmes
- Ristijärvi
- Sotkamo
- Suomussalmi

## Miasta partnerskie
- Kostomuksza, Rosja
- Oroszlány, Węgry
- Robertsfors, Szwecja
- Šaľa, Słowacja